# El lobo estepario (película)
El lobo estepario es la adaptación cinematográfica del libro escrito por el premio Nobel  Hermann Hesse en 1928 y titulado originalmente en alemán Der Steppenwolf (El lobo estepario, en español). La película hizo un uso intensivo de efectos especiales visuales que eran de vanguardia en el momento de su lanzamiento. Esta sigue las aventuras de un mitad hombre mitad animal llamado Harry Haller, que en la Alemania de la década de 1920, está deprimido, resentido de pertenecer a la clase burguesa, y quiere morir sin conocer el mundo que le rodea. A continuación, se reúne con dos personas extrañas que lo introducen a la vida y un mundo extraño llamado el Teatro Mágico.

## Argumento
Harry Haller está sufriendo de su confusión interna. Se ve a sí mismo como híbridos entre humanos y las metáforas "Steppenwolf" que no quieren adaptarse a la burguesía y al mismo tiempo mantiene una relación con la literatura clásica y la música. Para poner fin a su sufrimiento mental, decide Haller, a quitarse la vida en su 50 cumpleaños. Sin embargo, antes de que él se reúne Hermione, lo que en el mundo supuestamente placa "introducción" y lo enfrenta a la vida "normal" de la clase media. Harry Haller es inicialmente escéptico, sobre todo cuando el amigo de Hermione Pablo, un saxofonista de jazz, llega a conocer que parece superficialmente a él. Poco a poco, sin embargo, se entera de sus conocidos y se adapta a ellos. Hacia el dispositivo final Haller en un "teatro mágico", en el que no se puede distinguir la realidad y la ilusión. Después de las experiencias aparentemente desconcertantes, se encuentra con que tiene que quitarse la vida con humor. Así termina la película

## Comentarios
El San Francisco Chronicle “"habló de una" brillante adaptación de la novela de Hesse ", el "Boston Globe" describió la película como" hermoso, imaginativo y enriquecedora. "

"Adaptación literaria en el curso de la Hermann-Hesse-renacentista en los años 70, sufriendo especialmente entre la lealtad palabra. A través de la ilustración fiel del texto sigue siendo el enfoque intelectual del contenido existencial del libro original en la pista. El logrado mediante manipulaciones electrónicas de color visiones de teatro mágico "diseñados para hacer que los estados visionarios de Haller experimentado, ya no quedan como escenas teatrales. Hacia la falta de concepto dramatúrgico también puede ser los buenos personajes principales no hacen nada."
Lexikon des Internationalen Films

## Reparto
- Max von Sydow: Harry Haller
- Dominique Sanda: Hermine
- Pierre Clementi: Pablo
- Carla Romanelli: Maria
- Silvia Reize: Dora
- Helmut Förnbacher: Franz
- Charles Regnier: Loering
- Sunnyi Melles: Loering
- Eduard Linkers: Hefte

## Derechos de la película
La película pasó por siete años de complicada preproducción a cargo de sus productores Melvin Abner Fishman y Richard Herland. Fishman, estudioso de Jung y de la alquimia, quería que El lobo estepario fuese «la primera película de Jung» y negoció las relaciones con la familia de Hesse que acabarían permitiendo hacerse con  los derechos cinematográficos. Herland se encargó de encontrar la financiación.

## Director
Directores como Michelangelo Antonioni y John Frankenheimer, así como el actor James Coburn, fueron anunciados en algún momento para dirigir la película. Al final, esta acabaría siendo dirigida por su guionista, Fred Haines.

## Casting
Aunque Walter Matthau, Jack Lemmon y Timothy Leary fueron propuestos en un principio en el papel principal de Harry Haller, el papel finalmente fue para Max von Sydow. En los otros personajes principales, Pierre Clementi interpretó a Pablo y Dominique Sanda tomó el papel de Hermine. Aunque la película está en Inglés, ninguno de los principales actores eran hablantes nativos de inglés.

## Recepción
Por último, los derechos de la película terminaron totalmente entregados a Peter Sprague, su financista. Una "comercialización desastrosa" que incluía el color de las impresiones que sale incorrectamente. La película se ha mantenido poco vista.